# سیارک ۱۳۱۷۹
سیارک ۱۳۱۷۹ (به انگلیسی: 13179 Johncochrane، نامگذاری:1996HU18)۱۳۱۷۹مین سیارک کشف شده‌است که در ۱۸ آوریل ۱۹۹۶ کشف شد.